# Текля
Текля (укр. Текля) — село в Дубечненской сельской общине Ковельского района Волынской области Украины.
До 2020 года входило в Старовыжевский район.
Код КОАТУУ — 0725080802. Население по переписи 2001 года составляет 721 человек. Почтовый индекс — 44411. Телефонный код — 3346. Занимает площадь 3,593 км².